# Meia-verdade

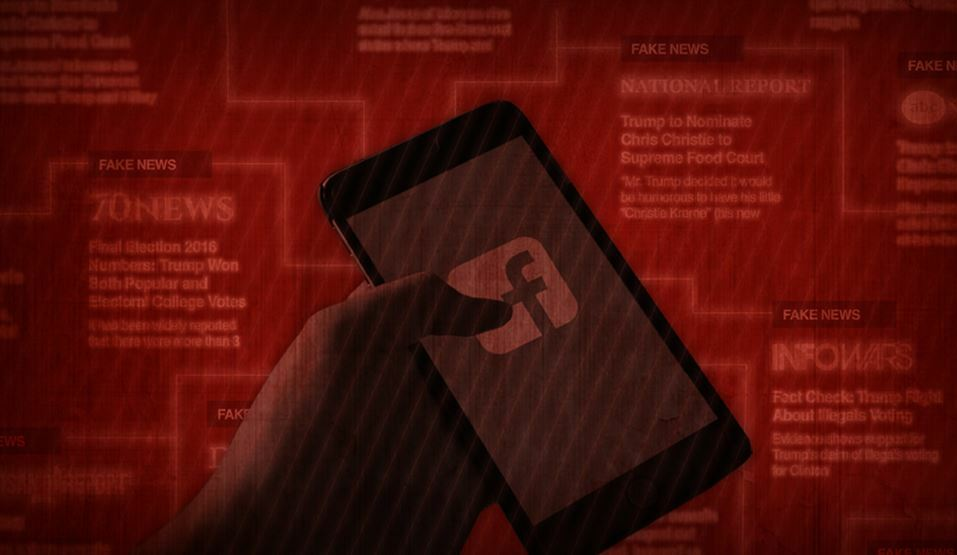
Notícia Falsa

Uma meia-verdade é uma declaração enganosa que inclui algum elemento de verdade. A declaração pode ser parcialmente verdadeira, pode ser completamente verdadeira mas apenas parte da verdade total ou pode utilizar algum elemento enganoso, como pontuação indevida ou duplo sentido, especialmente se a intenção for enganar, iludir, culpar ou deturpar a verdade.

## Propósito
O propósito ou a consequência de uma meia verdade é fazer algo que é apenas uma crença parecer ser uma verdade comum, ou uma declaração verídica para representar toda a verdade, ou, eventualmente, levar a uma falsa conclusão. De acordo com com a teoria da crença verdadeira justificada no conhecimento, para saber que uma proposição é verdadeira não basta apenas acreditar na relevância da proposição, mas também ter uma boa razão para fazer isso. A meia verdade engana o destinatário pela apresentação de algo crível e usando isso para fazer com que seja um bom motivo para acreditar que a declaração é verdadeira por inteiro, ou que a declaração representa a verdade completa. A pessoa enganada por uma meia verdade considera a proposição de ser conhecimento comum e age em conformidade.

## Exemplos
- "Você não deveria confiar no Peter com as suas crianças. Uma vez eu o vi dando o tapa em uma criança." Neste exemplo a declaração pode ser verdadeira, mas Peter poderia ter estapeado a criança porque ela estava engasgada.
- "Eu sou um ótimo motorista. Nos últimos trinta anos eu recebi apenas quatro multas por excesso de velocidade."* Essa declaração pode ser verdadeira, porém irrelevante se a pessoa que falou começou a dirigir há apenas uma semana.

## Notações
A notação de meia-verdade existe em várias culturas, dando origem a vários provérbios epigramáticos.
- Karl Kraus, an Austrian journalist, critic, playwright, and poet noted, "An aphorism can never be the whole truth; it is either a half-truth or a truth-and-a-half."[2]
- Arthur Koestler "Two half-truths do not make a truth, and two half-cultures do not make a culture."[3]